# Joaquina López Laffite
Joaquina López Laffite  (Trubia, 1916 - Madrid, 5 d'agost de 1939) va ser una de les Tretze Roses, dones espanyoles afusellades el 5 d'agost de 1939 a les tàpies exteriors del cementiri de l'Almudena juntament amb 43 homes. Tots ells acusats de pertànyer a les Joventuts Socialistes Unificades (JSU) o al Partit Comunista d'Espanya (PCE).

## Trajectòria
Nascuda a Trubia (Astúries)  Era la menor de quatre germans, un noi i tres noies, orfes de pare i mare des del 1931. El pare havia estat comandant de l'Exèrcit i les successives destinacions l'havien portat per tot el país, de manera que cadascun dels quatre havia nascut cadascun en un lloc diferent. Carlos, el germà gran, era natural de Las Palmas de Gran Canaria;  María, havia nascut a Lugo; Lola, a La Corunya i ella, a Trubia. Vivien a Madrid des del 1936. Carlos estava casat amb la seva cosina Elisa Aguilar Lafitte i militava a la Unió General de Treballadors (UGT). Tots treballaven excepte ella. La seva germana María era mecanògrafa fins que, a l'inici de la Guerra Civil, es va incorporar com a infermera voluntària a l'hospital de repòs instal·lat en el Teatre Beatriz  de Madrid i més tard a l'hospital de la Sisena Divisió. Lola, també era mecanògrafa, havia treballat durant quatre anys en una fàbrica de productes químics i farmacèutics i va ser capdavantera en les tasques de propaganda, responsable del club juvenil Ramiro Cable. Joaquina i la seva germana Lola s'havien afiliat a les JSU l'agost de 1936. Ella va ser secretària de Cultura del sector Est i ajudant del Secretari Administratiu del comitè provincial. La professora Carmen Arrojo, que va ser la seva companya en aquella època, la recordava a les seves memòries com una noia «simpàtica, intel·ligent i lluitadora».
En acabar la guerra civil amb la derrota del bàndol republicà, el general Franco va instaurar una dictadura i va començar la gran repressió dels vençuts. Es va encoratjar la delació, entre particulars i com a obligació patriòtica, de qualsevol individu sospitós d'ideals republicans, comunista, anarquista, sindicalista, ateu, separatista, francmaçó, etc., que havia de ser investigat. Les germanes López Lafitte van ser denunciades per un veí. Per precaució havien cremat tota la documentació i la propaganda que guardaven i el 18 abril 1939 van ser detinguts els quatre germans, la dona de Carlos i Concepción Pérez Moreno, una amiga que estava de visita. Tots van ser conduïts a un xalet del carrer Lope de Rueda on van romandre diversos dies fins que van ser portats a la Prefectura de la Policia Militar del districte de Buenavista (Madrid) per a prestar declaració. Joaquina López va declarar que havia estat militant de la JSU i juntament amb les seves germanes va ser ingressada a la Presó de dones de Ventas i el seu germà a la Presó de Porlier.
Joaquina López Laffite, juntament amb Virtudes González García, Dionisia Manzanedo Salas, María del Carmen Vives Samaniego, María del Carmen Cuesta i Nieves Torres van ser incriminades per les declaracions del llavors secretari general del Comitè Provincial de la JSU Severino Severino Rodríguez Preciado. Segons consta a la declaració de López Laffite amb data 1 de juny, incorporada al Sumari 30426, ella va ser secretària femenina a la clandestinitat del Comitè Provincial de Madrid, encarregada de reclutar enllaços  i la seva companya Nieves Torres va ser «secretària agrària amb la missió d'organitzar els pobles de la província». Per ordre seva, Virtudes González García també va exercir durant pocs dies el càrrec de secretària d'organització del Comitè Provincial de la JSU, en substitució dels homes que «estaven tots en camps de concentració», segons la declaració efectuada per González davant la policia l'1 de juny de 1939, incorporada a la causa (foli 23).
A Joaquina López se li va obrir un segon procediment: el sumari 14.388, pel qual va rebre una condemna de trenta anys de presó amb data del 14 de juliol de 1939. Quan va arribar a la presó aquella sentència, al setembre de 1939, ja havia estat afusellada; una còpia va ser incorporada a l'expedient conservat a las Ventas. El procediment va seguir el seu curs i a l'abril de 1942 es va rebre l'ordre de presó atenuada.
A l'expedient núm. 30. 426, una testimoni, sense parlar directament de Joaquina López, va esmentar que, en el domicili de Blanca Brisac (una altra de les Tretze Roses), es planejava un intent de complot contra el general Franco el dia de la desfilada en el primer Any de la Victòria; aquesta circumstància incerta, però, va ser descartada.
L'execució de Joaquina López, juntament amb 43 homes, és considerada com un acte d'escarment i represàlia per l'atemptat que van realitzar uns altres tres militants de les JSU contra el comandant de la Guàrdia Civil i membre del Servei d'Informació i Policia Militar franquista, Isaac Gabaldón, la seva filla i el conductor José Luis Díez Madrigal. No va servir d'exculpació el fet que López i les altres 12 dones ja estiguessin empresonades en el moment dels fets.
La sentència va concloure que se la condemnava a la pena capital perquè estava provat que era «enllaç del Comitè Provincial de les JSU, rebent a casa seva les contrasenyes diaries i essent el seu domicili el lloc de cites entre elements dispersos, formant part, a més,  del comitè provincial, on exercia el càrrec de secretària femenina i de secretària general»".